# 방어 기제
방어 기제(防禦機制, 영어: defence mechanism)는 받아들일 수 없는 잠재적 불안의 위협에서 자신을 보호하기 위해 실제적인 욕망을 무의식적으로 조절하거나 왜곡하면서 마음의 평정을 찾기 위해 사용하는 심리학적 메커니즘이다. 불안은 자아에 닥친 위험을 알리는 신호다. 불안은 세 가지 자아 간의 갈등으로 끊임없이 야기된다. 자아는 충동적으로 쾌락을 추구하는 원초아와 완벽성을 추구하는 초자아와의 갈등을 감소시키려고 노력한다. 즉, 불안을 피하려고 노력한다. 프로이트는 모든 행동이 본능에 의해 동기화되는 것처럼 역시 불안을 피하려고 한다는 점에서 방어적이라고 보았다. 인간은 기본적으로 불안을 원치 않으며 그것을 벗어나기를 원한다. 따라서 인간은 갈등에서 비롯된 불안으로부터 자신을 보호하기 위해 다양한 방어기제를 사용한다.
무엇이 위협적인지 분명치 않은 상황이나 자아개념을 위협하는 심적 갈등이 있을 때 일어나며, 이성적이고 직접적인 방법으로 불안을 통제할 수 없을 때, 자아를 붕괴의 위험에서 보호하기 위해 무의식적으로 사용하는 사고 및 행동 수단이다.
방어 기제는 성격발달의 수준이나 불안의 정도에 따라 여러 가지 형태로 나타나지만 두 가지 공통된 특성이 있다. 그 첫 번째로 방어 기제는 사실을 거부하거나 왜곡시킨다는 점이며, 두 번째로 방어 기제는 무의식적으로 작용한다는 점을 들 수 있다.

## 유형
일반적으로 개인이 심리-정신적 안정, 안전을 위해 사용하는 심리적 도구들. 중복될 수 있다. 평소에는 정상적인 방어기제를 사용하다가도 심리적인 고통(불안)에 처하면 흔히 비정상적인 방어기제를 사용하기도 한다. 성숙한 인격이어도 병리적, 혹은 미성숙한 방어기제를 사용할 수 있다. 가장 대표적인 유형으로는 도피, 부정(denial), 억압과 억제(repression), 동일시와 승화(sublimation), 보상(compensation), 투사(投射, projection), 전이(displacement), 전위(치환: 원래의 불안 대상보다 위협이 적은 다른 대상으로 충동을 표현하는 방향을 바꾸는 것)가 있으며 고착(fixation), 합리화(making excuses 또는 rationalization), 반동형성, 퇴행(regression), 해리(解離, Dissociation), 주지화 등이 있다.

## 각 유형에 대한 설명

### 부정
- 가장 원시적인 방어 기제로서 아동과 심한 정서장애인들이 주로 사용한다. 위협적인 현실에 눈을 감아 버림으로써 불안을 방어해 보려는 수단이다. 사람들은 불안을 일으키는 현실을 실제로 받아들이기를 거부한다.
- 예를 들면, 사랑하는 사람이 죽었을 때 그 죽음 자체를 부인한다든지, 전쟁의 공포를 없애기 위해 전쟁의 비참함에 눈을 감아 버리는 것 등이다.

### 억압과 억제
- 프로이드는 억압을 일차적 자아방어로 간주했는데, 이는 더 정교한 방어 기제의 수단이 될 뿐만 아니라, 불안을 가장 직접적인 방법으로 회피하기 때문이다. 억압은 의식하기에는 너무나 고통스럽고 충격적이어서, 무의식적으로 억눌러버리는 것을 말한다.
- 억압이 다른 방어 기제나 신경증적 증상의 기초가 되는 반면, 억제는 의식적으로 생각과 느낌을 눌러버리는 것을 말한다. 즉, '욕구불만'에 의해서 긴장을 해소하기 위하여 자기의 감정이나 또는 부당하다고 생각하고 있는 원망 등을 억제시켜 의식의 세계에서 말살하려고 하며, 생각조차 하지 않으려 하는 기제이다. 억제가 바탕이 된 극단적인 경우가 억압이다.

### 투사
- 자신의 자아에 내재해 있으나 받아들일 수 없는 것들을 다른 사람의 특성으로 돌려 버리는 수단이다. 즉, 자신의 심리적 속성이 타인에게 있는 것처럼 생각하고 행동하는 것이다.
- 자기자신이 화가 나 있는 것은 의식하지 못하고 상대방이 화를 냈다고 생각하는 것으로 그 예를 들 수 있다.
- 자기 자신이 위험하거나 용납할 수 없는 원초아의 욕망을 자신의 욕망이 아닌 다른 사람의 욕망으로 이야기 하는 것이다.

### 고착 혹은 병적 집착
- 성격발달의 단계 중 어느 한 단계에 머물러 다음 단계로 발달하지 않음으로써 다음 단계가 주는 불안에서 벗어나려 하는 방어 기제이다.
- 즉, 독립적인 존재가 되기보다는 남에게 의지하고 싶어 하는 아동은 어른이 되면 사회적으로 받아들여야 하는 룰이나 책임을 감당하는 것이 두려워 성장하기를 거절하고 유아기에 병적으로 집착하려는 것이다.
- 어른다운 행동과 사고를 해야 할 나이가 되었음에도 불구하고 고등학교 수준의 행동 및 사고방식에 머물러 있는 경우를 그 예로 들 수 있다.

### 퇴행
- 비교적 단순한 초기의 발달단계로 후퇴하는 행동이다. 즉, 요구가 크지 않은 유아기의 단계로 되돌아가 안주하려는 방어수단이다. 동생을 본 아동이 나이에 어울리지 않게 응석을 부리거나 대소변을 잘 가리다가도 다시 못 가리는 경우도 그 예이다.
- 퇴행은 고착과는 달리 이미 성장하여 그 성장단계를 지나왔음에도 불구하고 불안이 예상될 때는 무의식적으로 이미 지나온 과거의 단계로 다시 돌아감으로써 예상되는 불안에서 벗어나려는 방어수단이다.

### 합리화
- 실망을 주는 현실에서 도피하기 위해 그럴듯한 구실을 붙이는 것을 말한다. 즉, 상처입은 자아에게 더 큰 상처를 입지 않으려고 설명하여 빠져나갈 합리적인 이유를 만들어 내는 일종의 자기기만의 방어 기제이다.
- 이 방어기제는 가끔 '신 포도 반응'이라고도 한다. 이것은 라 퐁텐의 유명한 이솝 우화에서처럼 여우가 포도를 먹고 싶어 하지만 키가 모자라 딸 수 없어 먹을 수 없는 포도를 쳐다보면서 "저 포도는 아직 익지 않아서 시어서 안 먹어."라고 말하는 '여우와 신포도'이야기에서 따온 예화가 여기에 해당된다.

### 승화
- 각 개인이 사회적으로 용납될 수 없는 근본적인 충동을 사회적으로 용납된 생각이나 행동으로 표현함으로써 적절하게 전환시키는 자아기능이다. 즉, 승화는 자아로 하여금 충동의 표현을 억제하지 않고 충동의 목적이나 대상을 변화시키기 때문에 문제가 있는 충동을 유일하게 건전하고 건설적인 방법으로 다루는 기제라고 볼 수 있다.
- 자신의 공격적인 충동을 운동경기, 즉 권투경기를 통하여 발산하여 사회적으로 환영받는 위대한 권투선수가 되는 것을 그 예로 들 수 있다.

### 치환 혹은 전이
- 치환은 자신의 목표나 인물 대신 대치할 수 있는 다른 대상에게 에너지를 쏟는 방어 기제로 위협적인 대상에서 덜 위협적인 대상으로 방향을 전환하는 것이다. 그것은 불안정한 상황과 환경에서 작용하기 쉽다. 가정에서 자주 학대받거나 어울리지 못하는 사람이 가족에겐 사랑을 못 느끼지만 교사에겐 각별한 사랑을 쏟는 것이 치환의 예다.
- 다시 말하면, 높은 수준의 불안이나 죄책감을 수반하는 충동에 대한 보편적인 방어기제가 전이인 것이다.
- 예를 들어, '프랑스에서 실업률이 최고에 달했을 때 고양이가 없었다.'라는 말은 자신을 실직시킨 대상에게 화풀이할 수 없는 소시민들이 애꿎은 고양이에게 화풀이를 해서 살아남은 고양이가 없었다는 것이다.

### 반동형성
- 자아는 때때로 반대행동을 함으로써 오히려 금지된 충동이 표출되는 것으로부터 자신을 조절하거나 방어하는데 이를 반동형성이라고 한다. 반동형성은 첫째, 받아들일 수 없는 충동을 억압하고 둘째, 그 반대적인 행동이 의식적 차원에서 표현되는 두 가지 단계를 거친다.
- 반동형성은 사회적으로 허용된 것이나 강박적이고 과장되고 엄격한 특징을 가진 행동 중에서 잘 나타난다. 예를 들어, 흑인 여성에게 강한 성욕을 느끼는 백인 남성이 흑인 남성들은 성적으로 문란하고, 타락한 성생활을 한다고 비난하는 것이다.

### 철회 (Undoing)
- 자신의 욕구와 행동(상상속의 행동 포함)으로 인하여 타인에게 피해를 주었다고 느낄 때, 그 피해적 행동을 중지하고 원상복귀 시키려는 일종의 속죄 행위이다.
- 예를 들면, 부정으로 번 돈의 일부를 자선사업에 쓰는 것, 부인을 때린 남편이 꽃을 사다 주는 것 등이 있다.

### 동일시
- 동일시는 다른 사람의 태도, 신념, 가치 등을 자신의 것으로 채택함으로써 다른 사람의 특성이 자신의 성격에 흡수되는 것을 말한다. 오이디푸스 콤플렉스의 성공적인 해결은 같은 성의 부모와의 동일시를 통해서 이루어진다. 그리고 동일시를 통해서 초자아가 형성된다. 성체성사에서 빵과 포도주를 함께 나누는 것도 동일시의 한 형태이다. 즉, 예수 그리스도의 몸과 피를 함께 나눔으로써 우리가 좀더 예수 그리스도를 닮고자 하는 것이다.[1]

## 방어 기제들의 복합적 작용
투사가 전이, 치환과 함께 복합적으로 작용할 수 있다.
전이 현상을 통해 자주 느낀 감정이 그 사람 자아의 정서로 굳을 수 있다.
그런데 전이를 겪을 유사한 상황이 찾아오면, 과거의 행동을 계속 반복하게 된다. 그럴 때마다 그는 자신이 느끼는 정서를 다 그 상황에 있는 타인들이 유발한 것으로 오판할 수 있다. 한편 이러한 다양한 방어기제 뿐만아니라 '예측','해리','신체화'등의 복잡한 방어기제는 방어 기제들이 얼마나 욕구에 기반할 수 있는지를 보여준다.

## 발리언트 범주
정신과의사 조지 발리언트(George Eman Vaillant)는 방어기제의 4단계 구분을 제시하였다.
1단계 : 병적 방어기제(pathological defences)
- 정신병적 자기부정(psychotic denial), 망상적 투사(delusional projection), 왜곡(distortion)
2단계 : 미성숙 방어기제(immature defences) 
- 공상(fantasy), 투사(projection), 수동적 공격성(passive aggression), 행동화(acting out)
3단계 : 신경증적 방어기제(neurotic defences) - 주지화(intellectualizion), 반동형성(reaction formation), 해리(dissociation), 전위(displacement),  억압(repression)
4단계 : 성숙 방어기제(mature defences)
- 유머(humour), 승화(sublimation), 억제(suppression), 이타심(altruism), 기대(anticipation)

### 1단계 병적 범주
심각한 병적 수준의 방어기제에 해당한다. 이러한 방어기제들은 서로 동시에 나타나면서, 외부적 경험을 재정비하여 현실세계를 대하는 욕구를 없애버린다. 이러한 방어기제를 사용하는 사람은 비합리적이거나 제정신이 아닌 것처럼 보인다. 정신병적인 측면에서 병적인 방어기제이지만, 유년기에 혹은 꿈을 꿀 때에도 이러한 방어기제가 흔히 보인다.
- 망상적 투사 : 외적 현실에 대한 망상, 보통 피해망상적인 것

- 자기부정 : 매우 위협적이어서 외적 경험을 받아들이기를 거부함, 불안을 유발하는 자극을 언급함으로써 이에 대하여 반대하는 입장은 없음, 외적 현실의 불쾌한 부분을 인지하거나 의식적으로 알려고 하는 것을 거부함으로써 정서적 갈등을 해소하고 불안을 제거함

- 왜곡 : 내적 욕구를 충족하기 위하여 외적 현실을 기이하게 재구성함

### 2단계 미성숙 범주
성인에게서 자주 보이는 방어기제이다. 위협을 가하는 사람이나 고통스런 현실로 인하여 유발되는 스트레스나 불안을 완화한다. 현실과 거의 소통하지 않거나 현실을 대하는데 있어 어렵고 미성숙하다는 점에서, 남용하면 사회적으로 바람직하지 못한 것으로 보이기에, 이 점에서 '미성숙'하다고 한다. 또한 현실을 제대로 대하는 능력에 문제가 발생하게 된다. 중증우울(major depression)이나 인격장애(personality disorder)가 있는 사람에게서 잘 보인다.
- 행동화(Acting out) : 겉으로 드러나게끔 행동하게 하는 감정을 의식적으로 인지하지 않고서, 무의식 속에 있는 소원이나 충동을 행동으로 직접 드러내는 것을 말한다.

- 건강염려증(Hypochondriasis) : 심각한 질병이 생길 것에 대한 과도한 몰입이나 걱정

- 수동 공격성 행동(Passive-aggressive behavior) : 적대심의 간접적 표현

- 투사(Projection) : 편집증(paranoia)의 원초적 형태로서, 바람직하지 못한 충동이나 욕구를 의식적으로 인지하지 않고 그대로 표현함으로써 불안을 제거한다. 알지 못하거나 받아들일 수 없거나 원치 않는 생각이나 감정이 생긴 것에 대하여 남탓으로 돌린다. 심각한 선입견이나 질투, 외부 위험에 대한 과각성(過覺醒, hypervigilance), 과거의 불평등한 것들을 잊거나 용서하지 않고 쌓아두는 행위(injustice collecting) 등이 수반된다. 자신이 가지고 있는 사회적으로 수용될 수 없는 생각, 느낌, 충동, 신념, 동기를 타인에게 옮겨서, 이러한 잘못된 것들이 모두 타인의 것이라고 여기는 것이 이들의 목적이다.

- 분열성 환상(Schizoid fantasy) : 내적 외적 갈등을 해소하기 위하여 환상으로 후퇴하는 경향

### 3단계 신경증적 범주
신경증으로 간주되지만 성인에게서 흔한 것이다. 단기적으로 효과가 있어 보이지만, 외부 세계를 대하는 데에 있어 기본적 방어기제로 사용하게 되면 대인관계, 업무, 행복한 삶에 있어 장기적인 문제가 발생한다.
- 전위(Displacement) : 성적 충동이나 공격성 충동을 보다 수용 가능하거나 덜 위협적인 대상으로 옮기는 것을 말한다. 감정을 보다 안전하게 배출한다. 실제 대상으로부터 감정을 분리하고 덜 공격적이고 위협적인 인물이나 대상에 강렬한 감정을 돌림으로써, 공포스럽거나 위협적인 것을 직접 대하지 않으려 한다.

- 해리(Dissociation) : 정서적 스트레스를 피하기 위하여 개인의 정체성이나 성격을 한 순간에 극적으로 바꾼다. 상황이나 사고를 수반하는 감정을 자신과 분리하거나 감정을 느끼는 것을 뒤로 미루는 것이다.

- 주지화(Intellectualization) : 소외(isolation) 방식으로, 상황에 대한 이성적 요소에만 집중하여 불안을 유발하는 감정으로부터 거리를 두는 것이다. 사고로부터 감정을 분리한다. 자신이 바라는 것이 무엇인지 형식적으로 혹은 무미건조하게 생각은 하지만, 행동으로 옮기진 않는다. 지성적인 측면에 집중하여, 사회적으로 수용할 수 없는 감정을 회피한다. 고독(solitude), 합리화(rationalization), 의식(ritual), 무효화(undoing), 보상(compensation), 마술적 사고(magical thinking) 등이 있다.

- 반동형성(Reaction formation) : 위험하거나 사회적으로 수용되지 못하는 무의식적인 바람이나 충동을 정반대의 것으로 바꾸는 것이다. 자신이 실제로 원하거나 느끼고 있는 것과는 정반대의 행동을 한다. 실제 자신이 갖고 있는 신념은 불안을 유발하기에 반대 신념을 취한다.

- 퇴행(Repression) : 즐거움을 주는 본능에 대한 욕구를 몰아내려 한다. 욕구가 충족되는 경우 느끼는 고통에 대한 위협으로부터 유발된다. 욕구는 무의식적인 것으로 옮겨져서 욕구가 의식으로 들어오는 것을 막으려 한다. 설명할 수 없는 천진무구(unexplainable naivety), 기억력 감퇴(memory lapse), 상황이나 조건에 대한 인지 부족 등으로 보이기도 한다. 감정은 의식하지만 그 감정 밑에 깔린 생각은 결여되어 있다.

### 4단계 성숙 범주
정서가 건강한 성인에게서 보인다. 이 방어기제는 미성숙한 발달단계에 근원이 있지만 성숙한 것이다. 의식적 과정이자 수년동안 적응하여 인간관계와 사회활동에서 성공을 극대화한다. 유쾌함과 절제력을 높인다. 갈등을 유발하는 감정과 사고를 통합하는데 유용하면서도 효과가 높다. 이러한 방어기제를 사용하는 사람은 덕이 있다고 여겨진다.
- 이타심(Altruism) : 타인에게 유쾌함과 만족감을 주는 건설적인 행동

- 예측(Anticipation) : 나중에 발생할 안 좋은 일에 대비하는 현실적인 준비

- 유머(Humour) : 타인에게 유쾌함을 가져다 주는 생각과 감정을 드러내어 표현(마주하거나 직접 말하기 불편한 것들), 생각이란 그 자체로 스트레스인 부분이 있지만, 말재주로 사고를 피해가는 것, 자기염원(self-deprecation)

- 승화(Sublimation) : 무익한 감정이나 본능을 건강한 행동, 사고, 감정으로 고친다. 축구나 럭비 등 신체 접촉이 많은 운동을 하면서 공격성을 게임으로 돌린다.

- 억제(Suppression) : 현실을 대처하기 위하여 사고, 감정, 욕구를 주목하는 것을 미뤄두는 의식적 결정

## MMPI
MMPI의 주요 접근 중에 하나로 정신역동적 접근이 사용될 수 있다. MMPI 역시 이러한 접근 체계를 용이하도록 설계에 반영되어 있다.

## 같이 보기
- 욕구불만
- 게슈탈트
- 매슬로의 욕구단계설
- 심리 투영
- 감정 전이

## 참고자료
- 권오상, 《직업상담학》, 서울고시각, 2010년, 66~68면, ISBN 978-89-526-1130-7